# 2-й Офицерский генерала Дроздовского стрелковый полк

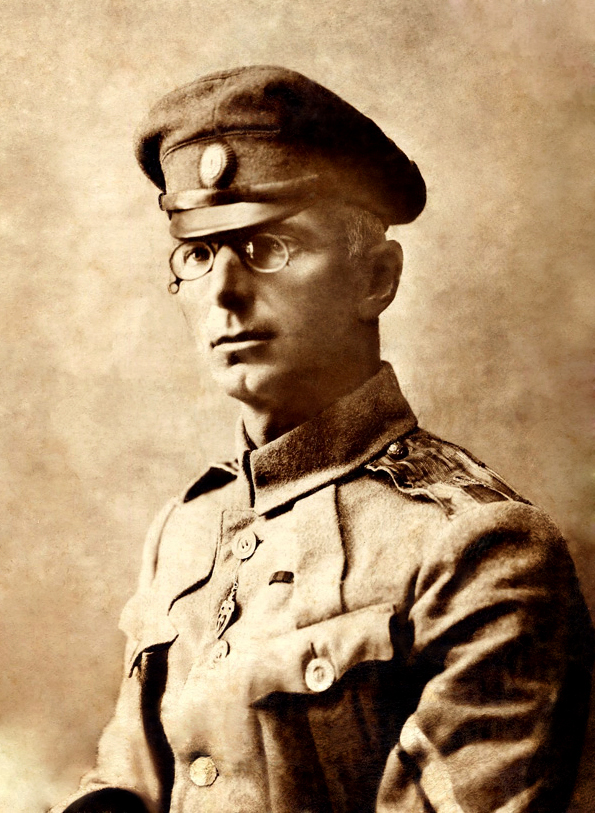
Генерального штаба генерал-майор М. Г. Дроздовский

2-й Офице́рский генера́ла Дроздо́вского стрелко́вый полк — воинская часть Добровольческой армии (впоследствии ВСЮР и Русской армии Врангеля), получившая именное шефство одного из основоположников Белого движения на Юге России Генерального штаба генерал-майора М. Г. Дроздовского; один из четырёх «цветных» добровольческих полков Армии — «малиновый».

## Зарождение
Формирование дроздовских частей началось М. Г. Дроздовским 19 декабря 1917 года (1 января 1918), после того, как была организована связь между штабом Румынского фронта Великой войны и прибывшим на Дон для формирования Добровольческой армии Генерального штаба генералом от инфантерии М.  В. Алексеевым. Первыми «дроздовцами» стали 9 офицеров 61-й артиллерийской бригады, ранее предполагавшие пробираться на Дон самостоятельно.
5 (18) марта 1918 года в Дубоссарах, вскоре после начала Дроздовского похода на Дон, была произведена реорганизация Первой Отдельной бригады Русских добровольцев и в её составе был сформирован Сводно-стрелковый полк, первым командиром которого стал генерал-майор В. В. Семёнов.
Незадолго до окончания похода Яссы — Дон 21 апреля (3 мая) 1918 года в Мокром Чалтыре — непосредственно после боя за Ростов — М. Г. Дроздовский отрешил от должности командира полка генерала Семёнова и на его место был назначен полковник М. А. Жебрак, присоединившийся во время похода к бригаде Дроздовского вместе с организованным им в Измаиле отрядом добровольцев.

## Формирование
После окончания Похода и присоединения к Добровольческой армии в июне 1918 года, отряд полковника Дроздовского составил 3-ю пехотную бригаду  (позднее — дивизию) Добровольческой армии. Сводно-стрелковый полк в составе дивизии получил название 2-й Офицерский стрелковый полк - 1-м офицерским был марковский полк. За время отдыха Отряда Дроздовского после завершения своего 1200-вёрстного перехода, в Новочеркасске, благодаря пополнениям в составе полка была сформирована офицерская рота численностью более 300 штыков, почти на 100 % состоявшая из офицеров, в числе которых было 20 георгиевских кавалеров.
Командир полка Жебрак мученически погиб в начале Второго Кубанского похода в кровопролитном бою (полк потерял около 400 человек) у деревни Белая Глина в ночь на 23 июня 1918 года, лично возглавив атаку двух батальонов своего полка. Погибли и все офицеры его штаба. Во время ночной атаки дроздовцы натолкнулись на пулемётную батарею красных… 

В поле, где только что промчался бой, на целине, заросшей жёсткой травой, утром мы искали тело нашего командира полковника Жебрака. Мы нашли его среди тел девяти офицеров его верного штаба. Командира едва можно было признать. Его лицо, почерневшее, в запекшейся крови, было размозжено прикладом. Он лежал голый. Грудь и ноги были обуглены. Наш командир был, очевидно, тяжело ранен в атаке. Красные захватили его ещё живым, били прикладами, пытали, жгли на огне. Его запытали. Его сожгли живым. Так же запытали красные и многих других наших бойцов— Туркул А. В. Дроздовцы в огне
Командиром полка 24 июня был назначен присоединившийся к Отряду по приходе его из Румынии на Дон и командовавший до этого 3-м батальоном полковник В. К. Витковский (впоследствии генерал-лейтенант). В конце 1918 — начале 1919 годов полковник Витковский производится в генерал-майоры и уходит на повышение — назначается начальником Дроздовской стрелковой дивизии. С января 1919 года полком командует участвовавший в походе Яссы — Дон и командовавший до этого батальоном в составе полка полковник В. А. Руммель.

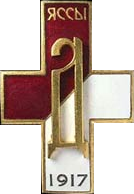
Нагрудный знак 2-го Офицерского генерала Дроздовского стрелкового полка

После смерти во время Второго Кубанского похода 1 (14) января 1919 года генерала Дроздовского, командовавшего 3-й пехотной дивизией Добровольческой армии, созданный им 2-й Офицерский стрелковый полк был переименован во 2-й Офицерский генерала Дроздовского стрелковый полк (в дальнейшем — 1-й Дроздовский полк, развёрнутый в Дроздовскую дивизию в ходе наступления на Москву).
По окончании Второго Кубанского похода 2-й Офицерский генерала Дроздовского стрелковый полк участвовал в тяжёлых боях ВСЮР в Донецком каменноугольном бассейне в составе 1-го корпуса Добровольческой армии. 30 марта (12 апреля) 1919 года численность полка составляла 1438 бойцов, в том числе 370 офицеров. Потери в боях вели к снижению доли офицерства, и к 8 (21) апреля 1919 года, когда численность полка составляла 1245 человек, офицеров в полку оставалось уже лишь 242 человека; а к 20 мая (2 июня), несмотря на имевшие место пополнения, в полку оставалось всего лишь 703 бойца (593 штыка и 110 шашек).
В ходе наступления на Москву 2-й Офицерский генерала Дроздовского стрелковый полк получил большие пополнения после взятия Харькова в июне 1919 года, где полк простоял 2 недели. Только в момент взятия города 11 (24) июня полк пополнился 50 офицерами Харьковского офицерского партизанского отряда. В итоге полком был даже выделен кадр для формирования других номерных дроздовских полков.

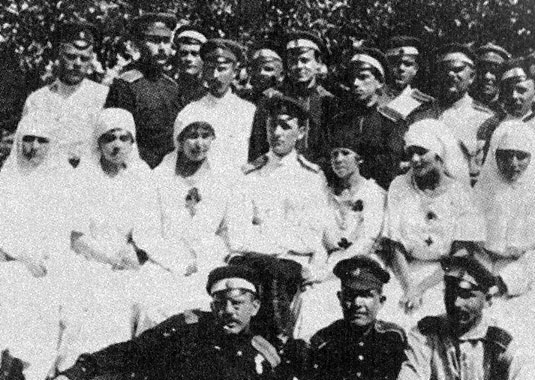
Солдаты Дроздовского полка и сёстры милосердия в харьковском госпитале. 1919 год

Большие пополнения полк получил и в Севске — несколько сотен добровольцев, за счёт которых был заново сформирован за время стоянки в этом городе 3-й батальон.
25 августа (7 сентября) 1919 года в ходе наступления на Орёл и Курск 2-й Офицерский генерала Дроздовского стрелковый полк был переименован в 1-й.
В середине сентября 1919 года численность полка двух-батальонного состава была около 1600 человек.
11 (24) октября 1919 года полк принимает полковник А. В. Туркул, командовавший им до августа 1920 года, когда был назначен в. р. и. д. начальника Дроздовской дивизии.
Совместно в Корниловцами дроздовские полки принимают участие в кровопролитном Орловско-Кромском сражении. Потери дивизии велики, и ее смелые контратаки позволяют только вырваться из окружения.
Потом дивизия отступила в составе Добровольческого корпуса на юг, за Дон.
9 февраля 1920 года при взятии Ростова полк потерял около 220 человек.

## В Крыму
28 апреля (11 мая) 1920 год, после отступления ВСЮР в Крым, уже в составе Русской армии Врангеля, дивизия была переименована (из-за потерь в офицерском составе) в Стрелковую генерала Дроздовского — Дроздовскую; а её полки — в 1-й, 2-й и 3-й стрелковые генерала Дроздовского (Дроздовские) полки. Численность полков Дроздовской дивизии в 1920 году составляла в среднем около 1000 человек. Так, в начале августа 1920 года в 1-м стрелковом генерала Дроздовского (Дроздовском) полку насчитывалось более 1000 бойцов. 21 сентября (4 октября) 1920 год численность 1-го стрелкового генерала Дроздовского (Дроздовского) полка составляла 1500 человек.
В октябре 1920 года, незадолго до эвакуации Русской армии Врангеля из Крыма, численность всей Стрелковой генерала Дроздовского (Дроздовской) дивизии четырёх-полкового состава была более 3000 бойцов.
После того, как Перекопский перешеек был оставлен, и начались бои на Юшуньских позициях, Дроздовская дивизия была брошена в бой с задачей восстановить положение. Ее многочисленные контратаки против красных частей, в том числе и 1-й конной армии принесли локальный успех, но общего хода событий изменить не смогли.
«Дроздовцы» были одними из наиболее боеспособных и надёжных подразделений Добровольческой армии и впоследствии ВСЮР, одной из четырёх «цветных дивизий». Дроздовские части направлялись на самые сложные участки фронтов и несли поэтому большие потери. Кровавые потери дроздовцев за всю Гражданскую войну составили почти 15 000 убитых (в том числе 4500 офицеров) и более 35 000 раненых.

## Форма и знамя

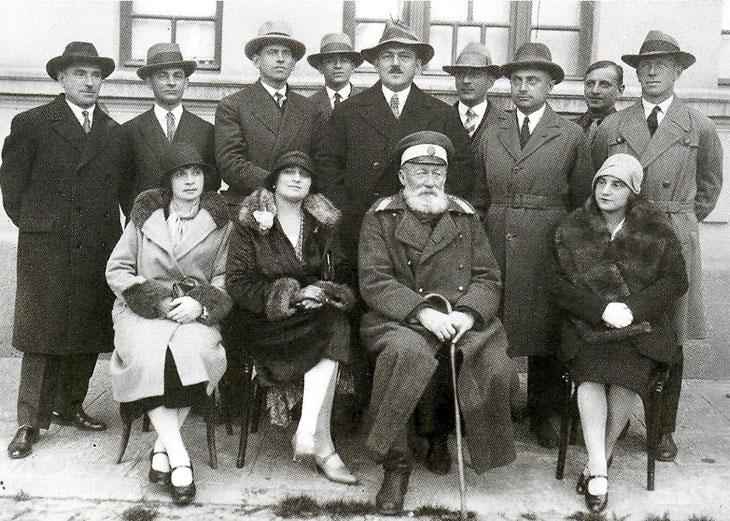
Дроздовцы в Болгарии. 1920-е годы. Стоят: генерал-майоры А. В. Туркул (пятый слева) и В. Г. Харжевский (третий справа). В центре группы сидит генерал-майор В. К. фон Манштейн («дедушка»), отец В. В. фон Манштейна.

Дроздовские полки относились к цветным частям. Дроздовцы-пехотинцы носили малиновые (цвет погон стрелковых частей русской императорской армии) погоны с чёрно-белым кантом. Фуражку - с малиновой тульей и белым околышем. Черная форма, так любимая остальными цветными частями, у дроздовцев встречалась редко.
Знаменем полка являлся знаменный флаг 1-го Морского полка Отдельной Балтийской морской дивизии, ставший знаменем еще отряда Дроздовского при походе Яссы-Дон. Использование знамени Русской императорской армии создавало столь необходимую преемственность добровольцам.

## Командиры полка
- до 21 апреля 1918 года — генерал-майор Семенов В.В.
- 22 апреля — 23 июня 1918 года — полковник Жебрак-Русанович М.А.
- 24 июня 1918 — январь 1919 года — полковник Витковский В.К.
- c 18 января 1919 года — полковник Кельнер К.А.
- до 11 октября 1919 года — полковник Руммель В.А.
- 11 октября 1919 — август 1920 года — полковник Туркул А.В.
- август 1920 — 23 сентября 1920 — полковник Мельников В.П.
- 23 сентября 1920 — ноябрь 1920 — полковник Чеснаков Н.В.

## Примечание
1. ↑  Гагкуев Р. Г. Дроздовцы до Галлиполи //Дроздовский и дроздовцы. — М.: НП «Посев», 2006. — ISBN 5-85824-165-4, стр. 545
2. ↑  Туркул А. В. Дроздовцы в огне. — Л.: Ингрия, 1991. Репринтное воспроизведение с издания 1948, стр.
3. ↑  Гагкуев Р. Г. К истории дроздовцев // Дроздовский и дроздовцы. — М.: НП «Посев», 2006. — ISBN 5-85824-165-4. — С. 551.